# Yngshyttan
Yngshyttan var en hytta som anlades vid ån mellan Stora Horssjön och sjön Yngen i Värmland i närheten av Persberg.